# Lazar 3
Lazar 3 je nejnovější srbský obrněný transportér z rodiny vozidel Lazar vyráběný firmou Yugoimport.

## Vývoj
V roce 2008 zahájila srbská společnost Yugoimport práce na novém obrněném transportéru Lazar BVT, který o rok později představila na veletrhu zbraní a vojenské techniky Panther v Bělehradě v roce 2009. Po čtyřech letech se veřejnost dozvěděla o vylepšené verzi Lazar 2. V roce 2017 zahájila firma Yugoimort výrobu zatím nejnovějšího obrněnce z rodiny vozidel Lazar. Dnes je Lazar 3 mnohdy považován za podprůměrný stroj, zejména kvůli své vysoké hmotnosti a slabému výkonu motoru. Část srbské veřejnosti očekává odstranění těchto nedostatků a nahrazení 30mm kanónu novějším o kalibru 40 mm.

## Design
Vozidlo je vybaveno třemi periskopy pro velitele a řidiče, dále se na bocích nacházejí dvoje dveře, které slouží pro vstup a výstup řidiče a velitele, výsadek obrněnec opouští pomocí hydraulické rampy. Transportér může vážit od 24 do 28 tun v závislosti na zbraních a typu ochrany. Lazar 3 také disponuje systémem umožňujícím v případě prostřelení pneumatiky pokračovat v jízdě jen za cenu snížení rychlosti na 50 km/h.

### Pancéřování
Základní pasivní ochrana je snad nejzásadnějším problémem, neboť silně zaostává za konkurenty. Balistická ochrana se nachází na úrovni STANAG 4569 Level 3, tj. odolá palbě ze zbraní do ráže 7,62 mm včetně a výbuchem nálože o síle 8 kg TNT.

### Výzbroj
Lazar 3 může být vyzbrojen dálkově ovládanou zbraňovou stanicí s 12,7mm kulometem, resp. 30mm kanónem , nebo automatickým dělem 2A42 ráže 30 mm. Nadále vozidlo disponuje 4-6 odpalovači kouřových granátů.

## Uživatelé
- Srbsko
  - Srbské četnictvo - 12 vozidel [2]
  - Srbská armáda - 12 vozidel ve službě + dalších 18 objednaných
- Turkmenistán - objednáno 24 kusů [3]